# Позірний порядок реакції
Позірний порядок реакції (рос. эффективный порядок реакции, англ. apparent order of reaction) — у хімічній кінетиці — випадок, коли загальний порядок реакції не може бути визначений вимірюванням швидкостей нагромадження або витрати через те, що концентрація одного (чи кількох) реагентів залишається постійною протягом часу реакції. Тут загальна швидкість реакції (ν) дається виразом
ν = k [A]α[B]β,
якщо [B] ≈ const, то порядок реакції, визначений за змінами концентрацій А з часом, буде α, а швидкість витрати А (ν А):
ν А = kспост [A]α.
Для елементарних реакцій парціальний порядок реакції однаковий зі стехіометричним числом відповідного реактанту і тому є цілим додатнім числом. Загальний порядок збігається з молекулярністю. Для поетапних реакцій нема загального зв'язку між стехіометричними числами й парціальними порядками. Такі реакції можуть описуватись складнішими законами швидкості, а визначений в цьому випадку порядок називають
позірним порядком реакції, який може змінюватися з концентраціями реагентів та залежати від часу перетворень.